# Plante décidue

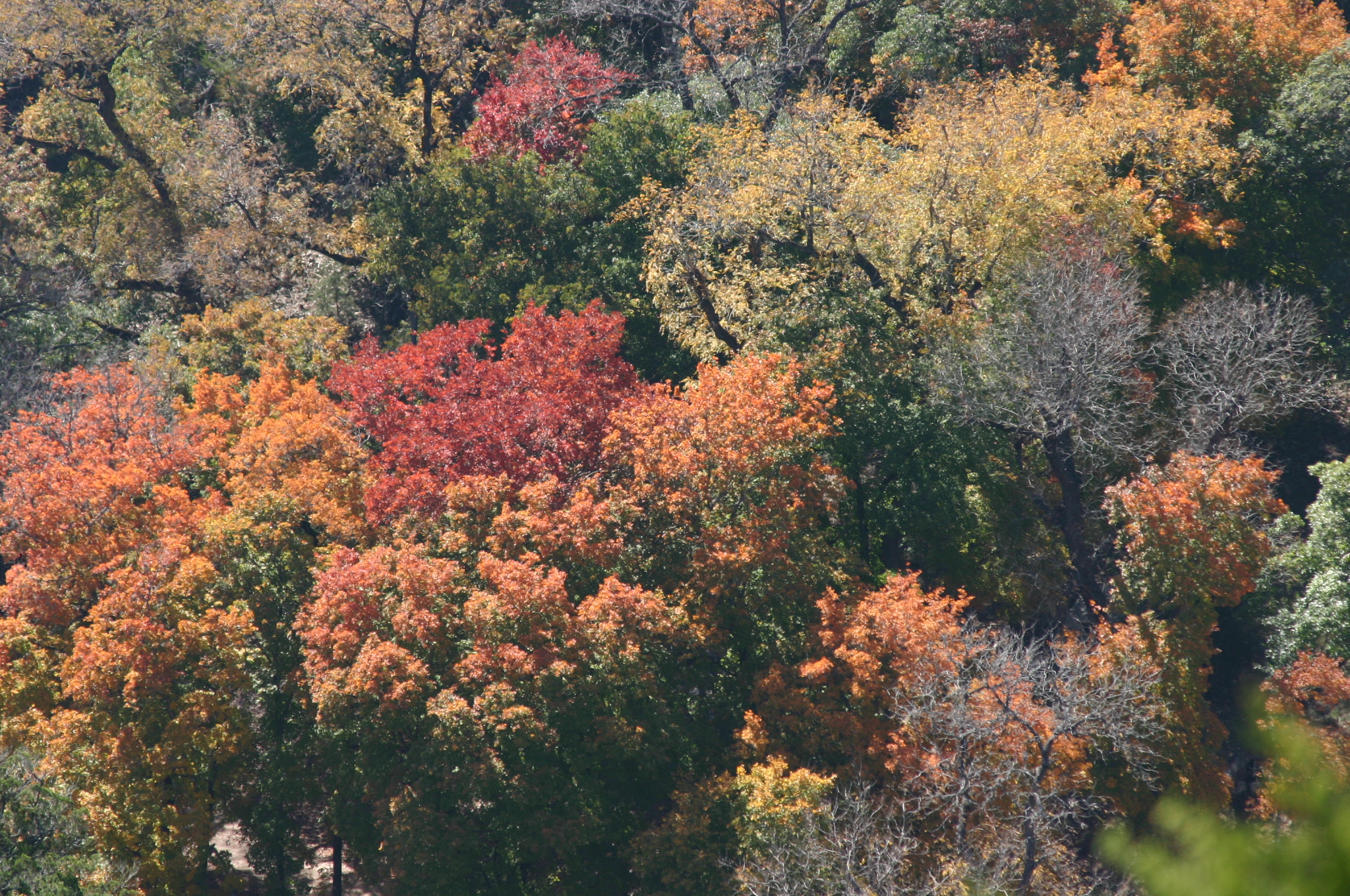
Forêt décidue du Texas en automne.

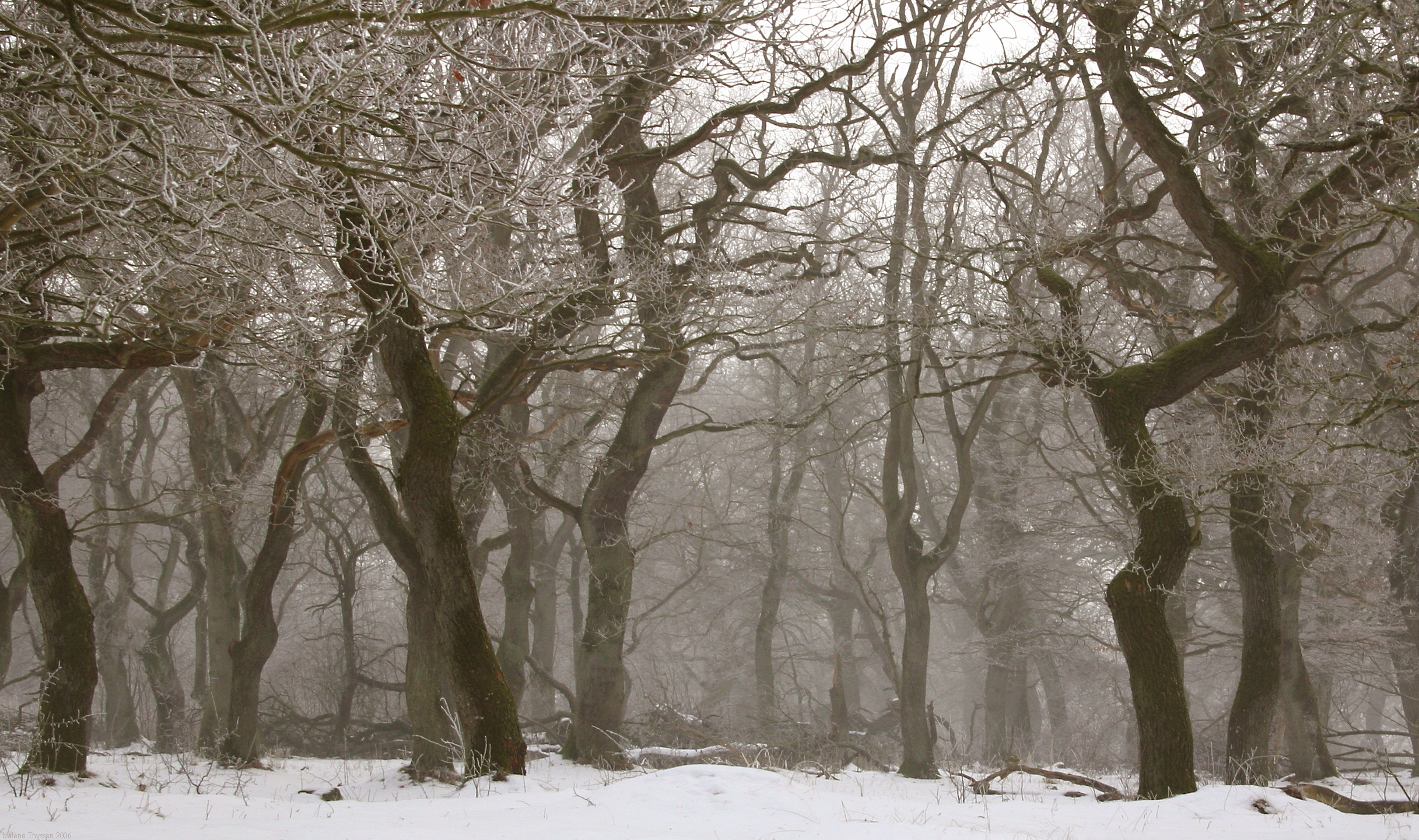
Forêt décidue du Danemark en hiver.

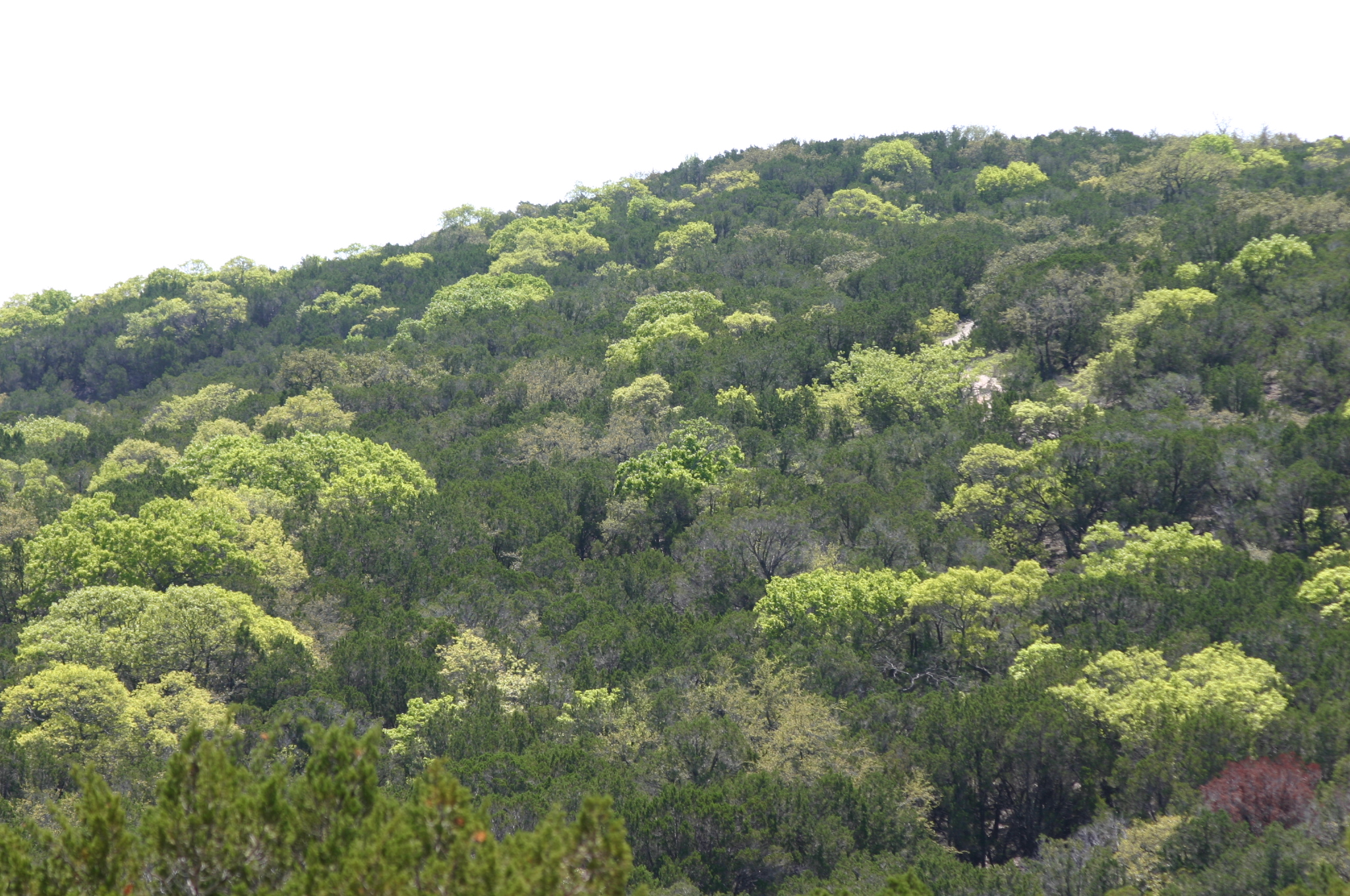
Forêt mixte décidue du Texas au printemps.

En botanique et horticulture, les plantes décidues, plantes à feuilles caduques ou plantes caducifoliées, sont celles qui perdent toutes leurs feuilles pendant une partie de l'année, qu'il s'agisse d'arbres, d'arbustes, arbrisseaux ou d'herbacées vivaces.
La chute des feuilles, appelée défeuillaison ou défoliation est un processus physiologique normal (ce qui le distingue de la défoliation). Elle n'est pas, comme on pourrait le penser, due à une simple déchirure des tissus sénescents sous l'action de facteurs externes (vent, froid…), mais résulte d'un ensemble de modifications biochimiques et structurales, processus appelé l'abscission foliaire.
Dans les régions de climat tempéré ou polaire, la chute des feuilles coïncide avec la survenue de l'hiver.
Dans d'autres régions du monde, à climat tropical, subtropical ou aride, les plantes perdent leurs feuilles pendant la saison sèche ou d'autres saisons, en fonction des variations de la pluviométrie.
Contrairement aux arbres décidus, la plupart des conifères perdent leurs feuilles (aiguilles) selon un schéma différent, qui les fait paraître toujours verts tout au long de l'année.
Les plantes semi-décidues ont un statut intermédiaire : elles perdent leurs anciennes feuilles au moment où les nouvelles commencent à apparaître.
D'autres plantes sont semi-persistantes et perdent leurs feuilles avant le début de la saison de croissance suivante, conservant toutefois certaines feuilles pendant l'hiver ou la  période sèche.
Certains arbres, dont quelques espèces de chênes et charmes, conservent des feuilles desséchées qui restent sur l'arbre pendant tout l'hiver. Ces feuilles persistantes et sèches sont dites « marcescentes ». Elles tombent au printemps à mesure que commence une nouvelle croissance.

## Physiologie

### Coloration du feuillage

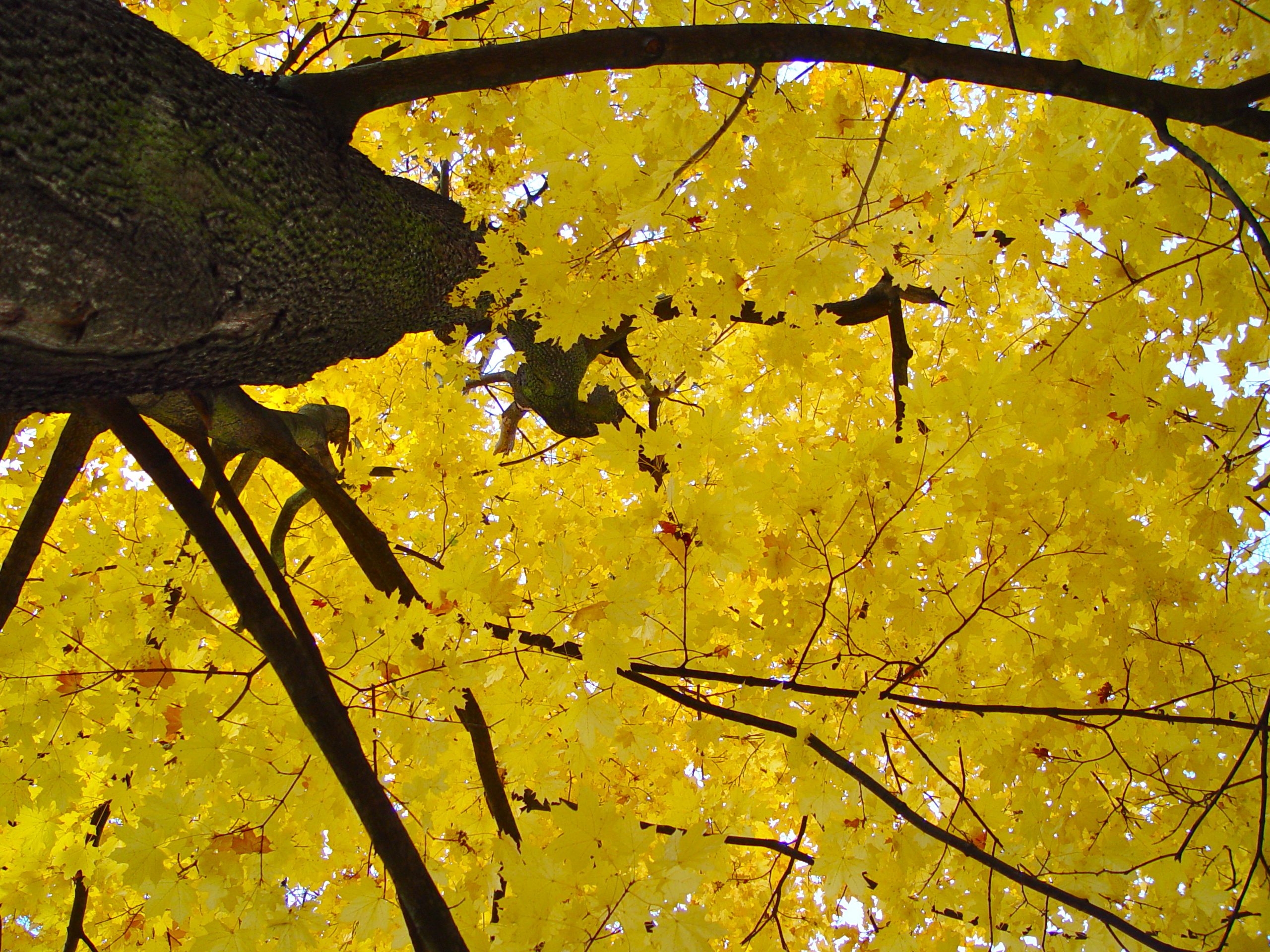
Couleur d'automne d'un érable plane.

La chute des feuilles, ou abscission foliaire implique des signaux physiologiques complexes et des changements au sein des plantes. Le processus de photosynthèse dégrade régulièrement l'approvisionnement en chlorophylle du feuillage. Les plantes normalement reconstituent la chlorophylle pendant les mois d'été. Quand l'automne arrive et que les jours sont plus courts ou lorsque les plantes sont stressées par la sécheresse, la production de pigments chlorophylliens diminue chez les arbres à feuilles caduques, permettant à d'autres pigments présents dans la feuille de devenir apparents, ce qui se traduit par une nouvelle coloration du feuillage.
Ces autres pigments sont les caroténoïdes, qui sont jaunes, bruns et orange, et les anthocyanines qui produisent des couleurs rouges et violettes, bien qu'elles ne soient pas toujours présentes dans les feuilles. Elles sont produits dans le feuillage plutôt à la fin de l'été, lorsque les sucres sont piégés dans les feuilles après le début du processus d'abscission. Les régions du monde où les arbres présentent de vives couleurs d'automne se limitent aux endroits où les jours sont courts et les nuits froides, mais que la température reste positive.
Dans d'autres régions du monde, les feuilles des arbres à feuilles caduques tombent sans prendre les couleurs vives produites par l'accumulation de pigments anthocyaniques.

### Abscission
La chute des feuilles commence quand une couche d'abscission est formée entre le pétiole et la tige. Cette couche se forme au printemps lors d'une nouvelle croissance active de la feuille. Elle se compose de couches de cellules qui peuvent se séparer les unes des autres. Ces cellules sont sensibles à une hormone végétale, appelée auxine, qui est produite par la feuille et d'autres parties de la plante. Lorsque l'auxine provenant de la feuille est produite à un taux compatible avec celui du reste de la plante, les cellules de la couche d'abscission restent soudées. En automne, ou en cas de stress, le flux d'auxine de la feuille diminue ou s'arrête, déclenchant l'allongement des cellules à l'intérieur de la couche d'abscission. L'allongement de ces cellules rompt la connexion entre les différentes couches cellulaires, ce qui permet à la feuille de se détacher de la plante. Il se forme également une couche qui scelle la surface de rupture, de sorte que la plante ne perd pas de sève.
Un certain nombre de plantes à feuilles caduques retirent l'azote et le carbone du feuillage avant la chute des feuilles et stockent ces éléments sous forme de protéines dans les vacuoles du parenchyme des racines et de l'écorce interne. Au printemps, ces protéines sont utilisées comme source d'azote pendant la croissance des nouvelles feuilles ou des fleurs.

## Avantages et inconvénients
Les plantes à feuilles caduques sont à la fois avantagées et désavantagées par rapport aux plantes à feuillage persistant. Comme elles perdent leurs feuilles pour conserver l'eau ou pour mieux survivre aux conditions météorologiques hivernales, elles doivent former un nouveau feuillage dans la saison de croissance suivante. Cela consomme des ressources que les plantes à feuillage persistant n'ont pas besoin de dépenser. Mais les plantes persistantes souffrent d'une plus grande perte d'eau pendant l'hiver et peuvent également subir une plus grande pression de prédation, surtout quand elles sont jeunes.
La perte des feuilles en hiver peut réduire les dégâts causés par les insectes. Réparer les feuilles et les maintenir dans un état fonctionnel peut être plus coûteux pour les plantes que de les perdre et de les faire repousser.
L'élimination des feuilles réduit également les cavitations qui peuvent endommager les vaisseaux du xylèmes chez les plantes vasculaires. Cela permet aux plantes à feuilles caduques d'avoir des vaisseaux de xylème de plus grand diamètre : elles pourront avoir un taux de transpiration plus élevé et donc une meilleure absorption de CO2 lorsque leurs stomates sont ouverts en période de croissance estivale.

### Floraison

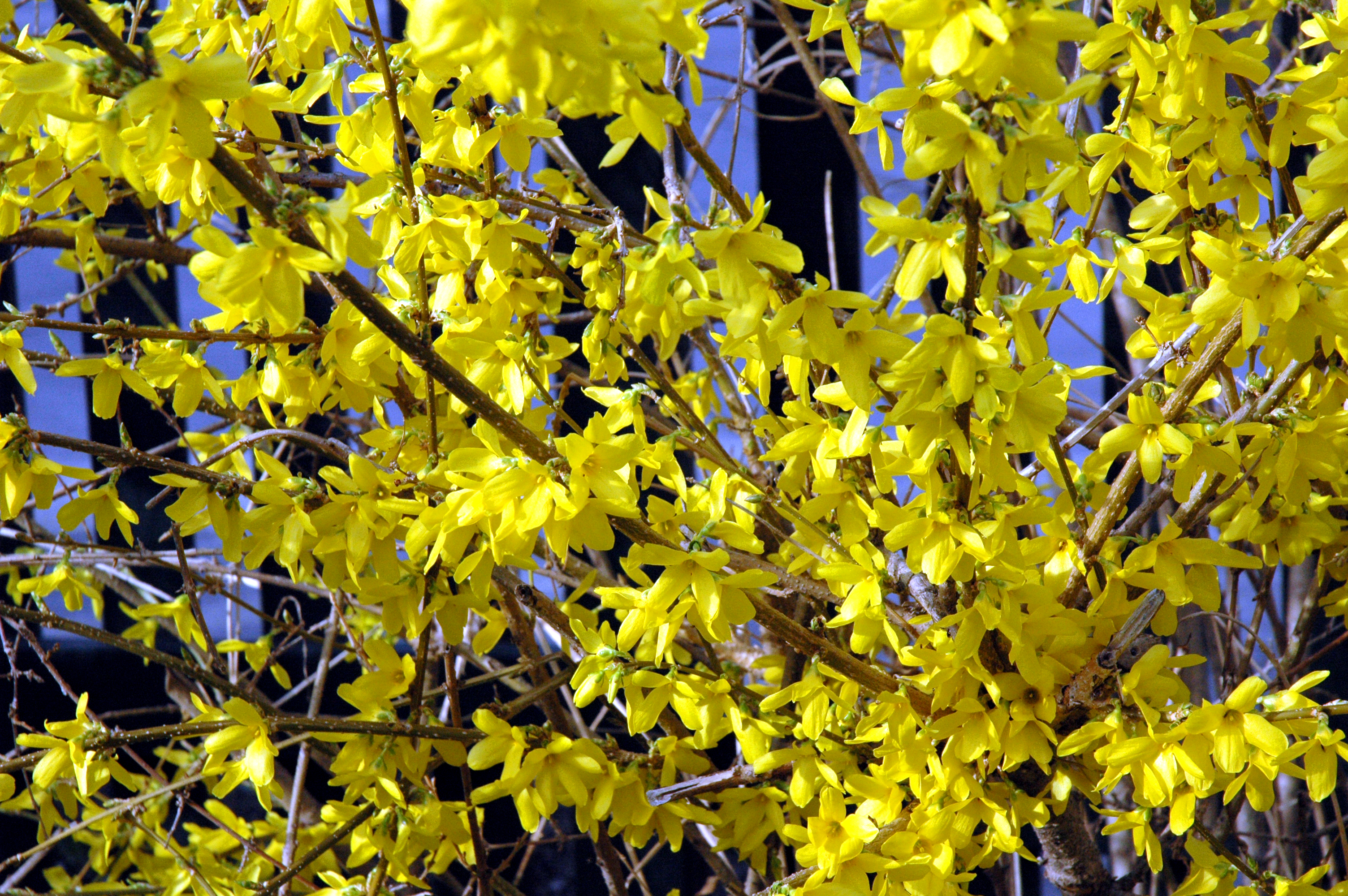
Comme beaucoup de plantes décidues, le Forsythia fleurit pendant la saison sans feuilles.

Beaucoup de plantes à feuilles caduques fleurissent pendant la période où elles sont sans feuilles, car cela augmente l'efficacité de la pollinisation. L'absence de feuilles améliore la transmission du pollen par le vent chez les plantes anémophiles et augmente la visibilité des fleurs des plantes pollinisées par les insectes. Cette stratégie n'est pas sans risques, car les fleurs peuvent être abîmées par le gel ou, dans les régions de saison sèche, provoquer un stress hydrique de la plante. Néanmoins, l'absence de feuilles réduit beaucoup le risque de bris des branches ou des troncs en raison des tempêtes de glace, et les plantes peuvent réduire les pertes hydriques en raison de la moindre disponibilité de l'eau liquide pendant les journées les plus froides de l'hiver.

### Plantes ligneuses décidues
Le caractère décidu s'est développé à plusieurs reprises chez les plantes ligneuses. Parmi les arbres figurent l'érable, de nombreuses espèces de chênes et de nothofagus, l'orme, le tremble, le bouleau, entre autres, ainsi que certains genres de conifères, tels que le mélèze et le métaséquoia.
Les arbustes à feuilles caduques comprennent notamment le chèvrefeuille, la viorne, et bien d'autres. La plupart des plantes grimpantes ligneuses tempérées sont également à feuilles caduques, y compris la vigne (Vitis), le sumac grimpant, la vigne vierge de Virginie, la glycine, etc. Ce caractère peut être utile pour la détermination des plantes. Par exemple dans certaines régions de la Californie méridionale et du Sud-Est de l'Amérique du Nord, les essences à feuilles caduques et les chênes verts peuvent se développer côte à côte.
Les périodes de chute des feuilles coïncident souvent avec les saisons : hiver dans le cas des plantes de climat frais, ou saison sèche dans le cas des plantes tropicales, toutefois, il n'existe pas d'espèces à feuilles caduques chez les plantes monocotylédones en forme d'arbres, par exemple chez les  palmiers, les yuccas, et les dracaenas.

## Forêts décidues
Les forêts peuplées d'une majorité d'arbres à feuilles caduques sont appelées par métonymie « forêts décidues », ou « forêts caducifoliées ». Ces forêts se rencontrent dans de nombreuses régions du monde et se distinguent par un écosystème, une croissance de sous-bois et une dynamique du sol particuliers
Il existe deux types de forêts décidues dans le monde.
Les biomes de forêts tempérées décidues sont des communautés végétales réparties en Amérique du Nord et du Sud, en Asie, dans les versants sud de l'Himalaya, en Europe et, sous des formes cultivées, en Océanie. Elles se sont formées dans des conditions climatiques qui présentent une grande variabilité saisonnière de la température, la croissance se produisant pendant les étés chauds, la chute des feuilles en automne et la dormance pendant les hivers froids. Ces communautés saisonnières typiques ont des formes de vie diverses qui sont fortement affectées par la saisonnalité du climat, principalement de la température et des précipitations. Ces conditions écologiques variables diffèrent selon les régions et produisent des communautés forestières particulières dans les différentes régions.
Les biomes de forêts décidues sèches tropicales et subtropicales ont évolué en réponse aux variations saisonnières des précipitations et non à celles de la température. Pendant les périodes de sécheresse prolongées, le feuillage est abandonné pour conserver l'eau et prévenir la mort par sécheresse. La chute des feuilles ne dépend pas des saisons, comme c'est le cas dans les climats tempérés, et peut se produire à n'importe quelle période de l'année, variable selon la région du monde. Même dans une petite zone locale, l'époque de la chute des feuilles et sa durée peuvent connaître des variations. Les différents versants de la même montagne et les zones riches en plans d'eau ou riveraines de cours d'eau peuvent produire un patchwork d'arbres feuillus et dénudés.

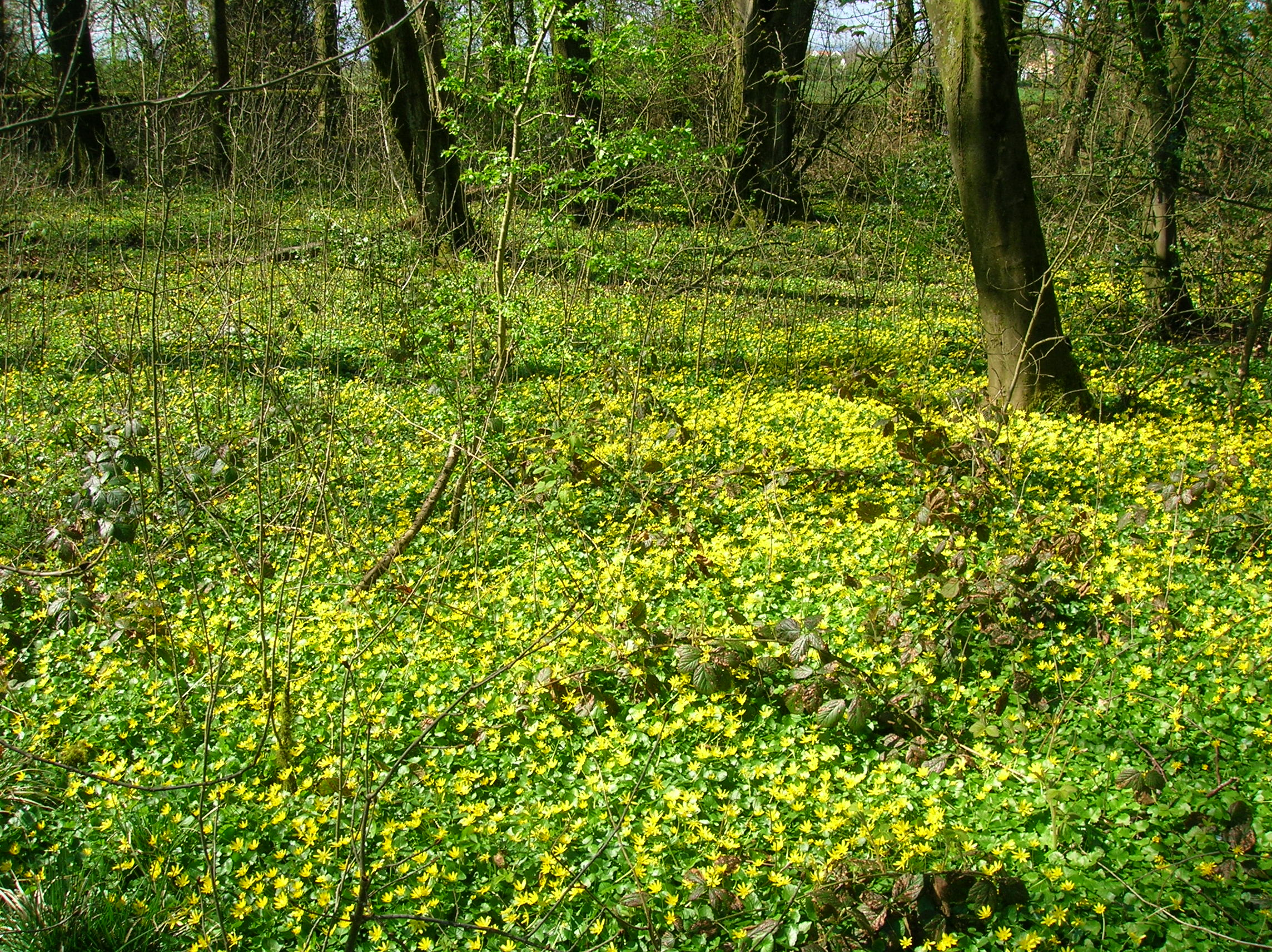
Sous-bois décidu peuplé de ficaires (Ranunculus ficaria) au début du printemps.
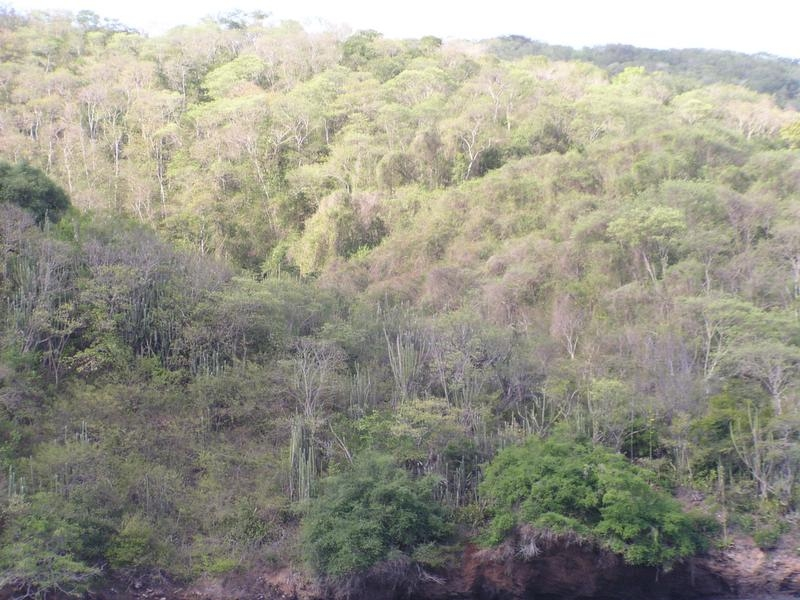
Forêt tropicale décidue de saison sèche.